# Chersotis abruzzensis
Chersotis abruzzensis là một loài bướm đêm trong họ Noctuidae.